# International Genetically Engineered Machine
International Genetically Engineered Machine (iGEM) és una competició internacional de biologia sintètica que se celebra anualment a Boston. Va començar el 2003 com un curs independent per a universitaris del Massachusetts Institute of Technology (MIT), on es desenvolupaven dispositius cel·lulars. El 2004 va esdevenir una competició d'estiu amb 5 equips, i des de llavors s'ha anat expandint fins a aconseguir 280 equips de més d'una trentena de països el 2015. Actualment inclou també estudiants graduats, estudiants de secundària i laboratoris comunitaris.

## Detalls de la competició
Els equips d'estudiants reben un kit de parts biològiques a principis d'estiu, que ve del Registry of Standard Biological Parts. Aquest kit consisteix en una varietat de components genètics tals com promotors, terminadors, reporters i vectors de clonació. Els estudiants treballen a les seves universitats o institucions durant l'estiu, utilitzant aquestes "parts" i creant-ne de noves, amb l'objectiu de dissenyar els seus propis sistemes biològics i implementar-los en cèl·lules.
Randy Rettberg, un enginyer que ha treballat per companyies tecnològiques com Apple, Sun i BBN, és el director actual de la competició iGEM.

## Sistemes biològics / BioBricks
Un dels objectius de la competició és intentar construir sistemes biològics a partir dels anomenats "BioBricks", o parts biològiques estandard. Aquestes parts corresponen a fragments d'ADN que han estat caracteritzats i poden ser combinats per realitzar una funció determinada en les cèl·lules on són implementades.
La competició iGEM facilita l'accés a aquestes parts proporcionant una base de dades de BioBricks. A més, fomenta que els equips dissenyin els seus propis BioBricks i descriguin les seves característiques. D'aquesta forma, els estudiants contribueixen a estendre la biblioteca digital i resultats del seu projecte poden ser utilitzats en ocasions posteriors.

### Altres objectius
iGEM no només intenta construir sistemes biològics, sinó que també intenta aconseguir objectius més amplis: 
- Habilitar la sistematització en enginyeria biològica.
- Promoure el desenvolupament obert i transparent d'eines útils per al camp de biologia sintètica.
- Ajudar a construir una societat que pugui utilitzar biotecnologies de manera productiva i segura.[2]

Amb tot això, iGEM ha demostrat ser una nova manera de despertar l'interès dels estudiants per la biologia moderna i desenvolupar competències en auto-aprenentatge i treball d'equip.

## Creixement i anys recents
Com s'ha esmentat anteriorment, iGEM va ser desenvolupada a partir de projectes duts a terme en cursos independents del MIT en 2003. L'estiu del 2004, es va celebrar una competició amb 5 equips de diverses universitats americanes i en 2005, van participar per primera vegada equips no nord-americans.
A causa del creixement, el 2011 la competició va ser dividida en tres regions: Europa, America i Àsia (encara que equips d'Àfrica i Austràlia també van participar, com "Europa" i "Àsia", respectivament). Es van celebrar competicions regionals i d'allà es van seleccionar equips per participar en la final mundial al MIT.
El 2014 es van suprimir les regionals i des de llavors, només se celebra la gran final (Giant Jamboree) a Boston.
D'un altra banda, el gener de 2012 la fundació iGEM (iGEM Foundation) es va separar del MIT i es va consolidar com a organització independent sense ànim de lucre a Cambridge (MA, USA). Aquesta recolza la recerca i educació científica a través d'organitzar la competició iGEM.
Dins l'edició de 2016 hi ha inscrits 301 equips i la Giant Jamboree se celebrarà el 27 d'octubre.

## Resultats de la competició
| 1r Undergrad. | 2n Undergrad.                                                 | 3r Undergrad.                                                 | 1r Overgrad.                                                  | 2n Overgrad.                                                  | 3r Overgrad                                                   | Resultats complets                                            |                                            |
| ------------- | ------------------------------------------------------------- | ------------------------------------------------------------- | ------------------------------------------------------------- | ------------------------------------------------------------- | ------------------------------------------------------------- | ------------------------------------------------------------- | ------------------------------------------ |
| 2015          | William i Mary                                                | República Txeca                                               | Concòrdia Universitat                                         | EL TEU Delft                                                  | BGU Israel                                                    | iGEM 2015                                                     |                                            |
| 2014          | Heidelberg                                                    | Imperial                                                      | NCTU Formosa                                                  | UC Davis                                                      | Wageningen                                                    | EL TEU Darmstadt                                              | iGEM 2014                                  |
| 2013          | Heidelberg                                                    | EL TEU Múnic                                                  | Imperial                                                      | París Bettencourt                                             | Bielefeld                                                     | Sol Yat-sen                                                   | iGEM 2013                                  |
| 1.º           | 2.º                                                           | 3.º                                                           | 4.º                                                           | 5.º                                                           | 6.º                                                           | Resultats complets                                            |                                            |
| 2012          | Groningen                                                     | Ljubljana                                                     | París Bettencourt                                             | LMU Múnic                                                     | iGEM 2012                                                     |                                                               |                                            |
| 2011          | Washington                                                    | Imperial                                                      | ZJU Xina                                                      | MIT                                                           | iGEM 2011                                                     |                                                               |                                            |
| 2010          | Ljubljana                                                     | Pequín                                                        | BCCS Bristol                                                  | Cambridge                                                     | Imperial                                                      | EL TEU Delft                                                  | iGEM 2010 Arxivat 2013-01-12 at Archive.is |
| 2009          | Cambridge                                                     | Heidelberg                                                    | València                                                      | Freiburg Bioware                                              | Groningen                                                     | Imperial                                                      | iGEM 2009 Arxivat 2013-01-13 at Archive.is |
| 2008          | Ljubljana                                                     | Freiburg                                                      | Caltech                                                       | Harvard                                                       | NYMU Taipei                                                   | UC Berkeley                                                   | iGEM 2008                                  |
| 2007          | Pequín                                                        | París                                                         | Ljubljana                                                     | UC Berkeley                                                   | UCSF                                                          | USTC                                                          | iGEM 2007                                  |
| 2006          | Ljubljana                                                     | Imperial                                                      | Princeton                                                     | iGEM 2006                                                     |                                                               |                                                               |                                            |
| 2005          | Anys amb anterioritat a 2006 no van tenir guanyadors concrets | Anys amb anterioritat a 2006 no van tenir guanyadors concrets | Anys amb anterioritat a 2006 no van tenir guanyadors concrets | Anys amb anterioritat a 2006 no van tenir guanyadors concrets | Anys amb anterioritat a 2006 no van tenir guanyadors concrets | Anys amb anterioritat a 2006 no van tenir guanyadors concrets | iGEM 2005                                  |
| 2004          | IAP 2004, SBC 2004 Arxivat 2012-12-09 at Archive.is           |                                                               |                                                               |                                                               |                                                               |                                                               |                                            |
| 2003          | IAP 2003                                                      |                                                               |                                                               |                                                               |                                                               |                                                               |                                            |

| 2015 | TAS Taipei                                                          | iGEM HS 2015                                                        |                                                                     |                                                                     |                                                                     |                                                                     |
| 2014 | CSIA-SouthKorea                                                     | TP CC-SanDiego                                                      | TAS Taipei                                                          | iGEM HS 2014                                                        |                                                                     |                                                                     |
| 2013 | Lethbridge Canadà                                                   | AUC Turquia                                                         | CIDEB-UANL Mèxic                                                    | iGEM HS 2013                                                        |                                                                     |                                                                     |
| 2012 | Life-Science Lab Heidelberg LSL                                     | NC Escola de Sci Matemàtica                                         | CIDEB-UANL Mèxic                                                    | iGEM HS 2012                                                        |                                                                     |                                                                     |
| 2011 | Anys amb anterioritat a 2012 va tenir no divisió d'institut separat | Anys amb anterioritat a 2012 va tenir no divisió d'institut separat | Anys amb anterioritat a 2012 va tenir no divisió d'institut separat | Anys amb anterioritat a 2012 va tenir no divisió d'institut separat | Anys amb anterioritat a 2012 va tenir no divisió d'institut separat | Anys amb anterioritat a 2012 va tenir no divisió d'institut separat |